# 우마루 시소쿠 임발로
우마루 목타르 시소쿠 임발로(포르투갈어: Umaro Mokhtar Sissoco Embaló, 1972년 9월 23일~)는 기니비사우의 정치인으로 2020년 2월 27일부터 기니비사우의 대통령을 맡고 있다. 2016년 11월 18일부터 2018년 1월 16일까지 총리를 역임한 정치학자이다.

## 생애
비사우에서 태어난 임발로는 리스본 공과 대학교에서 사회정치학 박사 학위를 받았으며, 마드리드 콤플루텐세 대학교에서 정치학 석사 및 국제관계 박사 학위를 받았다. 그는 포르투갈어와 스페인어에 능통하고 영어, 프랑스어, 아랍어, 스와힐리어에 능통하다.
그는 군대에서 복무하여 스페인 국방 센터에서 국방 연구를 맡았고 브뤼셀, 텔아비브, 요하네스버그, 일본, 파리에서 국가 안보에 대한 추가 연구를 받았다. 그는 준장으로 승진했다.
정치 경력 이전에 그는 아프리카와 중동 문제, 국방, 국제 협력, 개발 문제에서 학문적으로 전공했다. 그는 전 아프리카 담당 장관이다.

## 총리직
2016년 11월 18일 조제 마리우 바스 대통령에 의해 총리로 임명된 후, 임발로는 2016년 12월 13일 자신의 내각을 구성했다.
하지만, 임발로는 2016년 11월 26일 중앙위원회를 통해 그에게 찬성 12표, 반대 11표로 불신임 투표를 부여한 자신의 정당인 기니비사우-카보베르데 아프리카 독립당(PAIGC)의 보이콧 아래 그 자리에 취임했다.
정부 수반으로서, 그는 기니비사우 전국인민대표대회에서 두 번째로 많은 의석을 가진 사회갱신당의 지지에만 의지할 수 있었다.

## 대통령직
임발로는 자신의 통치 방식이 "질서, 규율, 발전"이라고 정의한 "임발로주의"이며, "작은 국가도 작은 대통령도 없다"고 주장하며 자신을 리콴유, 로드리고 두테르테와 비교했다. 부패 척결 운동의 일환으로 전국에 CCTV 감시 카메라를 설치하고 2021년 안토니오 듀나 공중보건부 장관을 횡령 혐의로 체포하라고 지시했다.
2020년, 그의 대통령직은 2012년 쿠데타 이후 서아프리카 경제 공동체 군대가 이 나라에 주둔하고 있는 것을 보았고, 30년 만에 포르투갈 정부의 첫 방문을 포함한 외국 정부 수장들과 국제 통화 기금(IMF)과 같은 국제 기구들의 공식 방문을 주선하려는 시도를 보았다. 국가 원수로서 그의 첫 공식 방문은 2020년 3월 세네갈, 니제르, 나이지리아를 방문한 것이다.
2022년 2월 1일, 임발로를 축출하기 위한 쿠데타가 일어났다. 그는 "많은" 보안군 대원들이 "민주주의에 대한 실패한 공격"으로 목숨을 잃었다고 말했다.